# ケネディ大統領の国葬

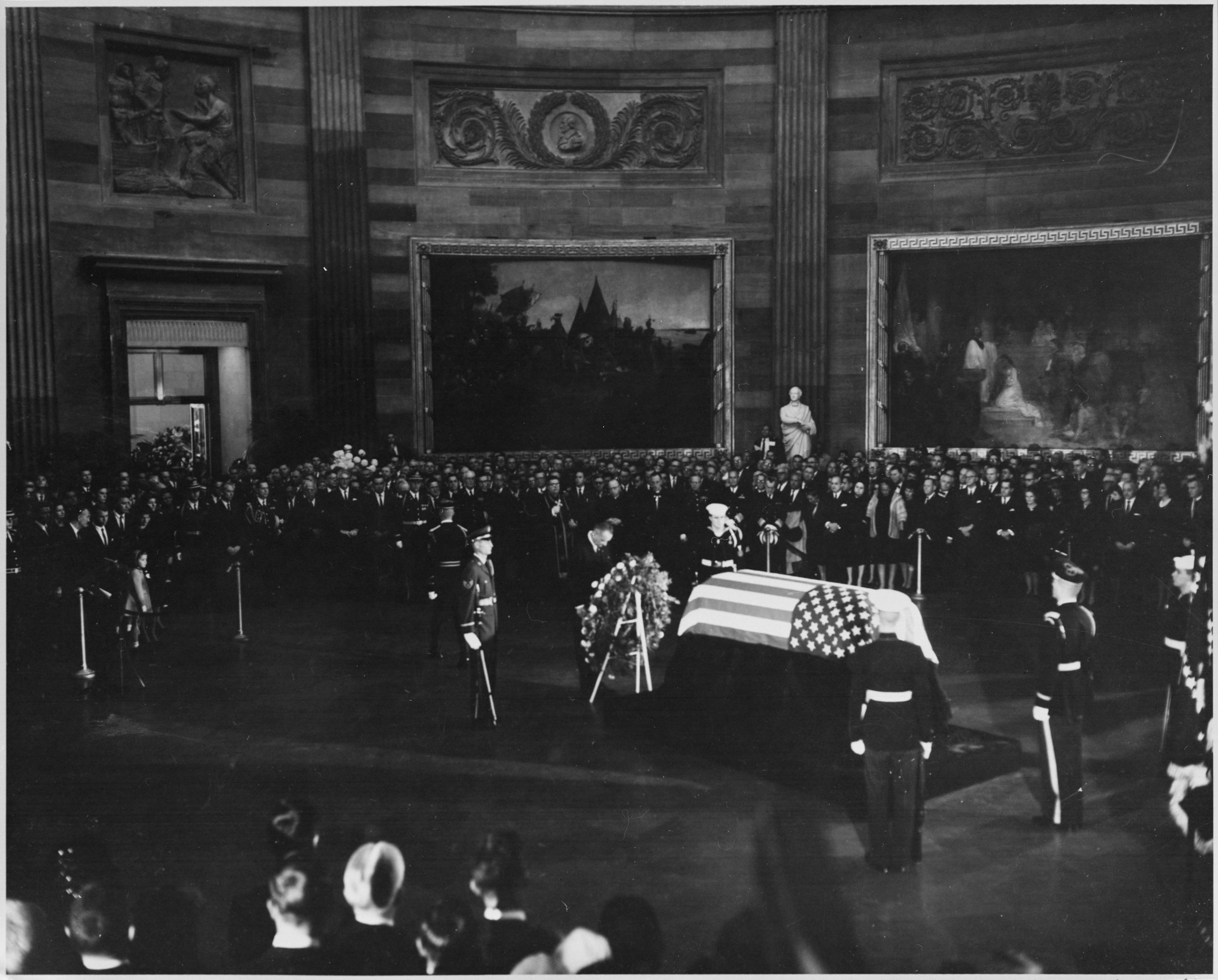
安置所にあるケネディ元大統領の棺

ケネディ大統領の国葬（ケネディだいとうりょうのこくそう、英：President Kennedy's state funeral）は、1963年11月25日にアメリカ合衆国のワシントンD.C.で行われた、ジョン・F・ケネディ大統領の国葬。

## ケネディ暗殺
1963年11月22日、翌年のアメリカ合衆国大統領選挙で再選を目指していたジョン・F・ケネディ大統領はテキサス州ダラスを訪問し、パレードを行っていたが、その最中に銃撃され、頭部などを損傷し死亡した。46歳没。犯人としてリー・ハーヴェイ・オズワルドが逮捕されたが、11月24日にナイトクラブ経営者のジャック・ルビーに射殺された。

## 国葬

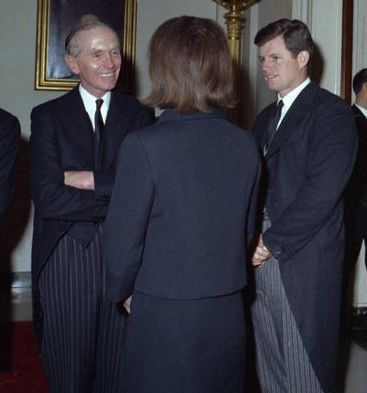
イギリスのヒューム首相とジャクリーン夫人、エドワード

11月25日、リンドン・ジョンソン新大統領によって、ケネディの国葬が行われることとなる。午前10時40分、円形大広場にて、夫人のジャクリーン・ケネディ・オナシス、弟のロバート・ケネディ、エドワード・ケネディが祈りを捧げ、開始された。11時30分、棺がアメリカ合衆国議会議事堂に到着。棺と共に大勢の人々がセント・マシュー大聖堂まで徒歩で向かった。12時頃に大聖堂に到着し、告別式が行われた。
参列者はアメリカ大統領経験者のハリー・S・トルーマン、ドワイト・D・アイゼンハワー、フランスのシャルル・ド・ゴール、イギリスのエディンバラ公フィリップ 、アレック・ダグラス＝ヒューム、日本の池田勇人、大平正芳、韓国の朴正煕、また国連事務総長のウ・タントなど、92カ国200人以上を数えた。世界の指導者が200人以上参列した葬儀は、1910年イギリスのエドワード7世以来だった。
日本ではNHK総合テレビが衛星放送し、視聴率は38%を記録した。

## 埋葬
国葬の終了後、棺はアーリントン国立墓地に馬車で運ばれ、埋葬された。1994年、ジャクリーン・ケネディ夫人が64歳で死去すると、遺体は夫の隣に埋葬された。